# Championnats d'Europe de cross-country 1999
Navigation
Édition précédente Édition suivante
Les 6e Championnats d'Europe de cross-country se sont déroulés le 12 décembre 1999 à Velenje, en Slovénie.

## Résultats

### Seniors

#### Hommes

##### Individuel
| Médaille | Athlète           | Temps       |
| Or       | Paulo Guerra      | 32 min 45 s |
| Argent   | Eduardo Henriques | 32 min 50 s |
| Bronze   | Jon Brown         | 33 min 32 s |
| 4e       |                   |             |
| 5e       |                   |             |
| 6e       |                   |             |
| 7e       |                   |             |
| 8e       |                   |             |
| 9e       |                   |             |
| 10e      |                   |             |

##### Par équipes
| Médaille | Athlètes                                                               | Points |
| Or       | Royaume-Uni Jon Brown Karl Keska Dominic Bannister Keith Cullen        | 35 pts |
| Argent   | Portugal Paulo Guerra Eduardo Henriques Domingos Castro Vitor Almeida  | 41 pts |
| Bronze   | France Mustapha El Ahmadi Lahbib Hanini Augusto Gomes Laurent Vapaille | 58 pts |

#### Femmes

##### Individuel
| Médaille | Athlète          | Temps       |
| Or       | Anita Weyermann  | 18 min 53 s |
| Argent   | Constantina Dita | 19 min 01 s |
| Bronze   | Olivera Jevtic   | 19 min 03 s |
| 4e       |                  |             |
| 5e       |                  |             |
| 6e       |                  |             |
| 7e       |                  |             |
| 8e       |                  |             |
| 9e       |                  |             |
| 10e      |                  |             |

##### Par équipes
| Médaille | Athlètes                                                    | Points |
| Or       | France Rakiya Maraoui-Quetier Fatima Yvelain Fatima Hajjami | 34 pts |
| Argent   | Roumanie Constantina Diţă Iulia Olteanu Lelia Papură        | 35 pts |
| Bronze   | Portugal Helena Sampaio Marina Bastos Analídia Torre        | 39 pts |

### Juniors

#### Hommes

##### Individuel
| Médaille | Athlète         | Temps       |
| Or       | Hans Janssens   | 23 min 00 s |
| Argent   | Guillaume Eraud | 23 min 12 s |
| Bronze   | Turo Inkilainen | 23 min 12 s |

##### Par équipes
| Médaille | Athlètes    | Points |
| Or       | Royaume-Uni | 26 pts |
| Argent   | France      | 38 pts |
| Bronze   | Irlande     | 43 pts |

#### Femmes

##### Individuel
| Médaille | Athlète              | Temps       |
| Or       | Ines Monteiro        | 12 min 48 s |
| Argent   | Nicola Spirig        | 12 min 55 s |
| Bronze   | Anne Marie Moutsinga | 13 min 02 s |

##### Par équipes
| Médaille | Athlètes | Points |
| Or       | Turquie  | 27 pts |
| Argent   | Portugal | 32 pts |
| Bronze   | Belgique | 34 pts |